# Яблуновка (Константиноградовский сельсовет)
Яблуно́вка (баш. Яблуновка) — упраздненная в 1986 году деревня Константиноградовского сельсовета Стерлитамакского района Башкирской АССР. Проживало 92 человека (на 1 января 1969 года).

## Население
Проживали украинцы, отсюда украинское названия селения.
На 1 июля 1972 года преобладающая национальность — русские.
На 1 сентября 1981 года две преобладающие национальности — украинцы и русские.

## История
В 1952 году д. Яблуновка — центр Яблуновского сельсовета. Находилась в 45 км от райцентра — города Стерлитамак и железнодорожной станции (Стерлитамак).
На 1 января 1969 года, 1 июля 1972 года деревня Яблуновка входила в Боголюбовский сельсовет. Находилась в 45 км от райцентра — города Стерлитамак и железнодорожной станции (Стерлитамак) и в 15 от центра сельсовета с. Константиноградовка.
На 1 сентября 1981 года деревня Яблуновка входила в Константиноградовский сельсовет.
Исключена из учётных данных Указом Президиума ВС Башкирской АССР от 12.12.1986 N 6-2/396 «Об исключении из учётных данных некоторых населенных пунктов»).
Её название Яблуновка передано в 2010 году деревня в Максимовского сельсовета того же Стерлитамакском районе Башкортостана, ранее называвшаяся База Яблуновская.